# Su-chin Pak
Su-chin Pak  (coréen : 박수진, née le 15 août 1976) est une animatrice de télévision américaine d'origine sud-coréenne qui apparaît régulièrement sur les chaines câblées du groupe MTV. 
SuChin Pak a rejoint l'équipe d'MTV News en tant que journaliste en mai 2001. Elle a participé aux MTV Movie Awards, au Festival du film de Sundance, ainsi qu'auxMTV Video Music Awards. Elle a aussi organisé, avec Kurt Loder, la soirée des remises de Grammy Award sur MTV. En tant que journaliste sur "MTV Daily News", elle a interviewé des célébrités telle que Mariah Carey, *NSYNC, P. Diddy, George Lucas, les Jane's Addiction, Mary J. Blige, Billy Idol, Vinnie Potestivo ou encore Fred Durst. Pak a lancé son propre documentaire sur MTV, référençant les jeunes de sociétés multiculturelles, intitulé My Life. Elle est actuellement sur MTV Cribs.

## Biographie
Née à Séoul en Corée du Sud, Pak a immigré, avec ses parents, en Californie quand elle n'avait que cinq ans. Elle a grandi à Union City, une banlieue au sud-est de San Francisco. Elle et ses parents possèdent un petit restaurant dans le centre-ville d'Oakland.
Étant plus jeune, Pak n'a jamais voulu faire une carrière dans la télévision. Elle a tout d'abord commencé sa carrière sur la chaîne KRON-TV. Sa première interview a été faite avec Ice-T. 
Après avoir été recruté pour être journaliste sur la chaine KRON-TV, Pak a cherché à déménager de San Francisco, elle aura, par la suite, envoyé un CV à la chaine Oxygen. Après une longue année d'attente, elle a finalement été engagé par Trackers et a emménagé à New York. De là, MTV aura fait d'elle, la première journaliste asiatique de la chaine.
Plus récemment, en 2008, Pak aura quitté MTV News pour Planet Green pour présenter l'émission G Word, avec Daniel Sieberg.